# Eduard Pawlowitsch Browko
Eduard Pawlowitsch Browko (russisch Эдуард Павлович Бровко; * 25. Januar 1936 in Dnepropetrowsk; † 13. April 1998) war ein sowjetischer Gewichtheber.

## Werdegang
Eduard Browko, ein junger Russe aus Dnepropetrowsk, schien zu Beginn der 1960er Jahre im Kampf um die Nachfolge des zurückgetretenen mehrfachen Weltmeisters und Olympiasiegers Arkadi Worobjow gegen Witali Dwigun die Oberhand zu gewinnen. Er startete zunächst für die Sportorganisation „Dynamo“ und wurde erstmals bekannt, als er bei der Meisterschaft dieser Organisation 1959 im Leichtschwergewicht den zweiten Platz hinter Kalinitschenko belegte.
1962 wurde er erstmals sowjetischer Meister im Mittelschwergewicht und vertrat daraufhin die UdSSR bei der Weltmeisterschaft 1963 in Stockholm. Dort belegte er den dritten Platz hinter Ireneusz Paliński aus Polen und Louis Martin aus England. Wladimir Golowanow und der junge Jaan Talts beendeten seine internationale Laufbahn, ehe sie richtig begonnen hatte. Bei den sowjetischen Meisterschaften 1966 konnte er allerdings Jaan Talts mit 475 kg im olympischen Dreikampf schlagen. Bei der Weltmeisterschaft des gleichen Jahres in Berlin wurde vom sowjetischen Verband trotzdem Talts eingesetzt. Eduard Browko beendet daraufhin seine Laufbahn als Aktiver.
Er blieb dem Gewichtheben aber als Trainer erhalten und war viele Jahre Betreuer einiger Spitzenheber.

## Internationale Erfolge
(WM = Weltmeisterschaft, EM = Europameisterschaft, Ms = Mittelschwergewicht, damals bis 90 kg Körpergewicht)
- 1962, 2. Platz, Großer Preis der UdSSR in Moskau, Ms mit 450 kg, hinter Wassili Stepanow, UdSSR, 460 kg und Pegow, 437,5 kg;
- 1963, 1. Platz, Großer Preis der UdSSR in Moskau, Ms, mit 465 kg, vor Wladimir Golowanow, 452,5 kg und Bill March, USA, 452,5 kg;
- 1963, 3. Platz (3. Platz), WM + EM in Stockholm, Ms, mit 470 kg, hinter Louis Martin, England, 480 kg und Ireneusz Palinski, Polen, 475 kg;
- 1966, 1. Platz, Großer Preis der UdSSR in Riga, Ms, mit 472,5 kg, vor Palinski, 465 kg und Jaan Talts, UdSSR, 465 kg.

## UdSSR-Meisterschaften
- 1961, 2. Platz, Ms, mit 450 kg, hinter Wiktor Ljach, 457,5 kg;
- 1962, 1. Platz, Ms, mit 455 kg, vor Stepanow, 452,5 kg und Pegow, 447,5 kg;
- 1963, 1. Platz, Ms, mit 465 kg, vor Anatoli Kalinitschenko, 465 kg und Ljach, 462,5 kg;
- 1964, 2. Platz, Ms, mit 480 kg, hinter Wladimir Golowanow, 485 kg und vor Kalinitschenko, 472,5 kg;
- 1966, 1. Platz, Ms, mit 475 kg, vor Jaan Talts, 475 kg und Stepantschenko, 465 kg.

## Weblink
- Kurzporträt von Eduard Browko